# Bruce Sutherland
Bruce Sutherland (* 26. Februar 1926; † 8. September 2010 in Santa Monica) war ein US-amerikanischer Pianist, Cembalist, Musikpädagoge und Komponist.

## Leben
Sutherland war Klavierschüler von Amparo Iturbi und Ethel Leginska. Er debütierte im Hörfunk begleitet vom Sinfonieorchester des Senders KFI unter Leitung von James Sample mit Manuel de Fallas Noches en los jardines de España. Später trat er auch als Cembalist mit dem Telemann Trio auf. Sein Allegro Fanfara für Klavier und Orchester wurde von dem Pianisten David Bar-Illan mit dem von José Iturbi dirigierten Greater Bridgeport Symphony Orchestra uraufgeführt.
Großes Ansehen genoss Sutherland als Klavierlehrer. Zu seinen Schülern zählen u. a. Rufus Choi, Hyongsoon Kim, Max Levinson, Anders Martinson, John Novacek, Daniel Varsano und Diane Baker. 1997 gründete er die AMRON Foundation (Artist Musician Recital Opportunity Network) zur Förderung junger Pianisten. 2009 etablierte er an der Colburn School den Amron-Sutherland Fund, der Stipendien an Klavierstudenten der Schule vergibt. Er wurde sechsmal von der National Foundation for Advancement in the Arts ausgezeichnet und von der White House Commission on Presidential Scholars als Distinguished Teacher geehrt.